# Жанакой
Жанако́й (каз. Жаңақой) — село у складі Федоровського району Костанайської області Казахстану. Входить до складу Ленінського сільського округу.
Населення — 192 особи (2021; 214 у 2009, 267 у 1999, 293 у 1989).